# Uwe Seidel (Handballspieler)
Uwe Seidel (* 28. Mai 1969 in Potsdam) ist ein ehemaliger deutscher Handballspieler.

## Werdegang
Seidel war von 1989 bis 1991 Schüler der Sportschule Frankfurt (Oder). Ihm gelang der Sprung in die Herrenmannschaft des ASK Vorwärts Frankfurt/Oder. Der 1,80 Meter große Seidel wurde als Linksaußen eingesetzt. In der letzten Saison der DDR-Oberliga 1990/91 lag Seidel als Spieler des ASK-Nachfolgevereins BFV Frankfurt/Oder mit 150 Treffern gemeinsam mit Karsten Kalbitz auf dem ersten Rang der Torschützenliste. In der Bundesliga spielte er zunächst von 1991 bis 1993 für TUSEM Essen.
Zwischen 1993 und 1995 stand Seidel in Diensten des HSV Suhl und verpasste mit der Mannschaft äußerst knapp den Erstligaaufstieg. Ab 1995 war er wiederum in der Bundesliga beschäftigt, spielte für den SC Magdeburg und trat mit der Mannschaft ebenfalls im Europapokal an. Von 1997 bis 1999 gehörte er dem Aufgebot des Bundesligisten ThSV Eisenach an.
Seidel war erst Nationalspieler der DDR und nach der Einheit in der gesamtdeutschen Auswahl, deren ersten Torerfolg er erzielte. Er kam auf insgesamt 20 Länderspiele. Nach einem Studium der Sportwissenschaft wurde Seidel ab 1999 beruflich als Sporttherapeut tätig. 2019 wurde er bei der ThSV Eisenach Jugendtrainer.